# Hidróxido de amônio
O hidróxido de amônio, de fórmula química NH4OH, é uma base solúvel, só existe em solução aquosa quando faz-se o borbulhamento de amônia (NH3) em água.
Hidróxido de Amônio não é considerado cancerígeno pela OSHA.
Resumo de riscos: Nocivo quando ingerido, inalado e absorvido pela pele. Extremamente irritante para mucosas, sistema respiratório superior, olhos e pele.
Efeitos agudos: A inalação pode causar dificuldades na vítima como consequência: espasmos, inflamação e edema de garganta, pneumonia química e edema pulmonar.
Efeitos crônicos: A exposição repetida ao produto pode causar tosse, respiração ruidosa e ofegante, laringite, dor de cabeça, náusea, vômito e dor abdominal.
Primeiros socorros em casos de acidente: 
- caso haja inalação, expor-se ao ar fresco e logo após, chamar um médico;
- em caso de contato com a pele, retirar imediatamente toda a roupa contaminada e tomar banho e chamar um médico imediatamente;
- após contato com os olhos, enxaguar com água e consultar um oftalmologista imediatamente; 
- após ingestão, beber, no máximo, dois copos de água, evitar vomito, pois há risco de perfuração e chamar um médico imediatamente;
- não tentar neutralizar o agente tóxico.